# Bugula microoecia
Bugula microoecia är en mossdjursart som beskrevs av Osburn 1914. Bugula microoecia ingår i släktet Bugula och familjen Bugulidae.
Artens utbredningsområde är Mexikanska golfen. Inga underarter finns listade i Catalogue of Life.